# Priapea
I Priapea sono una raccolta anonima di 95 carmi latini, per lo più inni ed epigrammi di carattere salace dedicati a Priapo, dio agreste della fertilità.

## Struttura e contenuto
Nei Priapea è quasi sempre il dio stesso che prende la parola per esibirsi in scherzose variazioni su pochi temi, continuamente ricorrenti: commenti alle enormi dimensioni dei suoi attributi virili e alle sue iperboliche prestazioni erotiche, minacce di punizioni ai ladri, consistenti in violenze sessuali di vario tipo; descrizioni di offerte votive a lui dedicate; attacchi contro le donne troppo vecchie o troppo libidinose. Ovviamente, tutto è giocato attraverso doppi sensi e giochi di parole.
I metri sono gli stessi di Marziale: distici elegiaci, endecasillabi falecèi e coliambi; i componimenti sono per lo più molto brevi (dai due ai sei versi; il più lungo ne conta 38).

## Autore e datazione
Tradizionalmente gli studiosi ritenevano che i Priapea fossero un'antologia di componimenti di diversi autori, poi raccolti perché accomunati dal medesimo argomento. Tuttavia alcuni studi più recenti hanno cercato di dimostrare che i primi 80 carmi costituirebbero un'opera unitaria di un singolo ignoto autore, cui in seguito furono aggiunti in coda altri 15 componimenti.
La datazione dell'opera è tuttora discussa, ma generalmente collocata nel corso dell'intero I secolo d.C.: motivazioni di carattere linguistico tenderebbero a collocarli in età neroniana o successiva. Nel XX secolo fu sostenuta una datazione di poco posteriore a Marziale.

## AltriPriapea
La raccolta, comunque notevole per la sua particolare unitarietà, non lo è invece per quanto riguarda l'argomento; infatti ci sono giunti altri componimenti "priapei" nella produzione letteraria antica: sia nell'Antologia greca sia nei poeti latini Catullo, Orazio, Tibullo e Marziale.
Anche nella cosiddetta Appendix Vergiliana figurano tre carmi priapei.

## Tradizione
Il più antico testimone dei Priapea che ci sia pervenuto è un codice vergato dalla mano di Giovanni Boccaccio: si tratta del Laur. 33.31.